# Горки Парк
„Горки Парк“ (на руски: „Парк Горького“) е съветска и руска рок група, сформирана в Москва през 1987 г.
Изпълнява песните си на английски език. Името на групата е взето от парка-домакин – Централния парк „Горки“.

## История
Групата е основана в началото на 1987 г. Записват в студиото на Стас Намин, намиращо се в парк „Горки“. През есента на 1987 г. е записан първият видеоклип на групата (към песента „Fortress“). Той е показан за първи път в музикалното предаване „Дон Кинг Шоу“. През 1988 г. записват демо-албума „Hit me with the news“. Същата година групата е подгряваща на „Скорпиънс“ в Ленинград. Тогава към тях се заинтересуват много западни продуценти. Благодарение на Джон Бон Джоуви подписват договор с PolyGram през декември 1988 г.
В началото на 1989 г. започват запис на новите си песни. Бандата си сътрудничи с музиканти като Франк Запа, Ричи Самбора и Джон Бон Джоуви. През август 1989 г. излиза и дебютният албум на групата. Клиповете на песните „Bang!“ и „My generation“ (кавър на The Who) са заснети в Ню Йорк. „Bang!“ се завърта по МТВ и достига трето място в класацията на телевизията. С песента „Try To Find Me“ Горки парк става първата руска група, попаднала в националния чарт на САЩ Billboard Hot 100.
Още по-голяма популярност придобиват, когато излизат на сцената на Moscow Music Peace Festival през 150 000 зрители с изпълнители като Скорпиънс, Ози Озбърн и Мотли Крю. Същата година участват на церемонията по откриването на игрите на добра воля в Сиатъл. В началото на 90-те години изнасят концерти в Швеция, Норвегия, Дания и Германия. През 1990 групата е напусната от вокалистът Николай Носков. Фронтмен на групата става басистът Александър Минков. На 29 март 1993 излиза вторият албум на групата – Moscow calling. В много държави се разпространява под името Gorky Park 2. Албумът има голям успех в Дания, където получава платинен статус.
През 1996 Moroz records издава компилация с най-доброто от групата в поредицата „Леденди на руския рок“. Същата година излиза и албумът Stare, a след това групата изнася турне из цялата страна. През 1998 излиза албумът Protivofazza, но той не добива голяма популярност. Тогава Горки Парк окончателно се завръщат в Русия. Съставът е напуснат от Александър Лвов и Александър Минков. Групата практически се разпада, а Алексей Белов и Ян Яненков изпълняват стари хитове под името „Парк Белова“.
През 2005 Яненков и Белов възраждат Горки Парк. На следващата година свирят на фестивал в Нефтеюганск. През лятото на 2007 групата търси нов вокалист с проекта „Рок звезда“. През 2008 свирят на фестивала „Авторадио-15“, заедно с бившите си членове Маршал и Лвов. На следващата година откриват финала на Евровизия в Москва с песента „Moscow calling“. В 2010, по поръчка на руския олимпийски комитет, записват песента „Boys“ – химн на руските спортисти за зимната олимпиада във Ванкувър. През 2012 юли участват на фестивала „Нашествие-2012“. В 2012 е проведен юбилеен концерт по случай 25 години от създаването на Горки Парк. Групата се събира в оригиналния си състав – Белов, Яненков, Минков и Лвов.
През лятото на 2019 г. издават сингъла „Hello my friend“.

## Дискография

### Албуми
- Hit me with the news(демо) (1988)
- Gorky Park (1989)
- Moscow Calling/Gorky Park 2 (1993)
- Stare (1996)
- Protivofazza (1998)

### Сингли
- Bang (1989)
- Try To Find Me (1989)
- Peace in our time (1989)
- Moscow Calling (1993)
- Stare (1996)
- Сделано в России (2001)
- Hello my friend (2019)